# Meloe proscarabaeus
Meloe proscarabaeus là một loài bọ cánh cứng châu Âu trong họ Meloidae (bọ dầu). Nó sống trong các đồng cỏ, rìa các cánh đồng và các nơi có khí hậu ấm khác trên khắp châu Âu trừ phía bắc. Nó không có cánh trong và cánh cứng của nó bị giảm kích thước.

## Hình ảnh

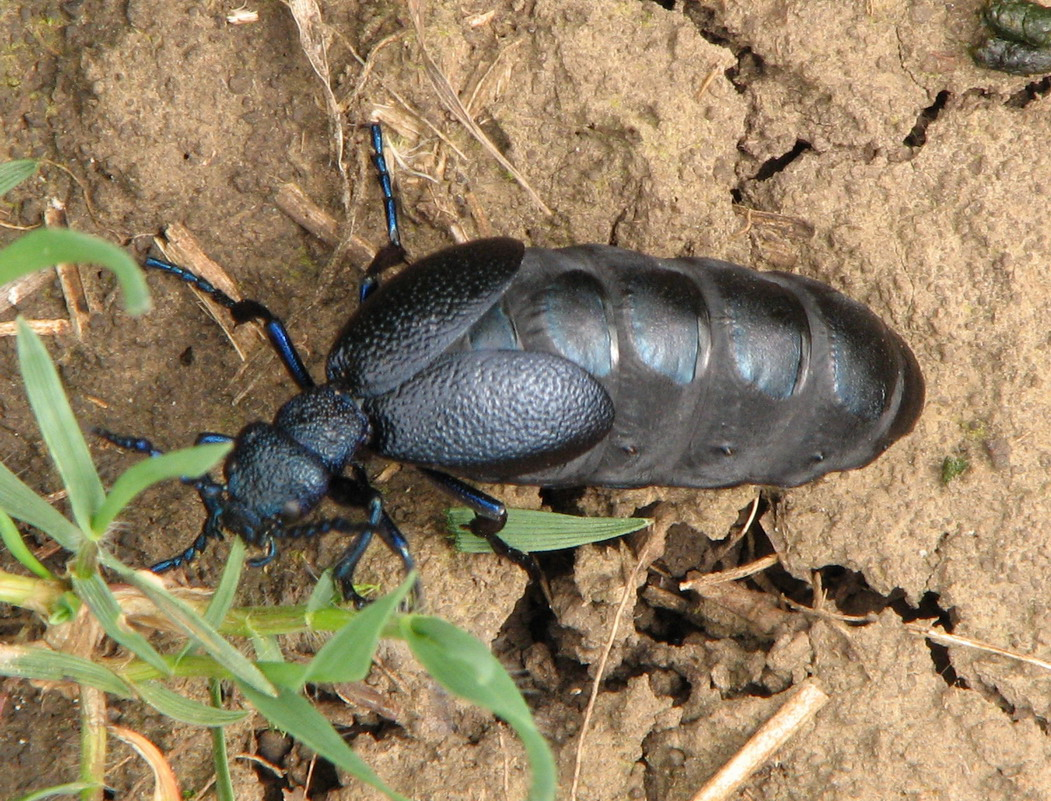
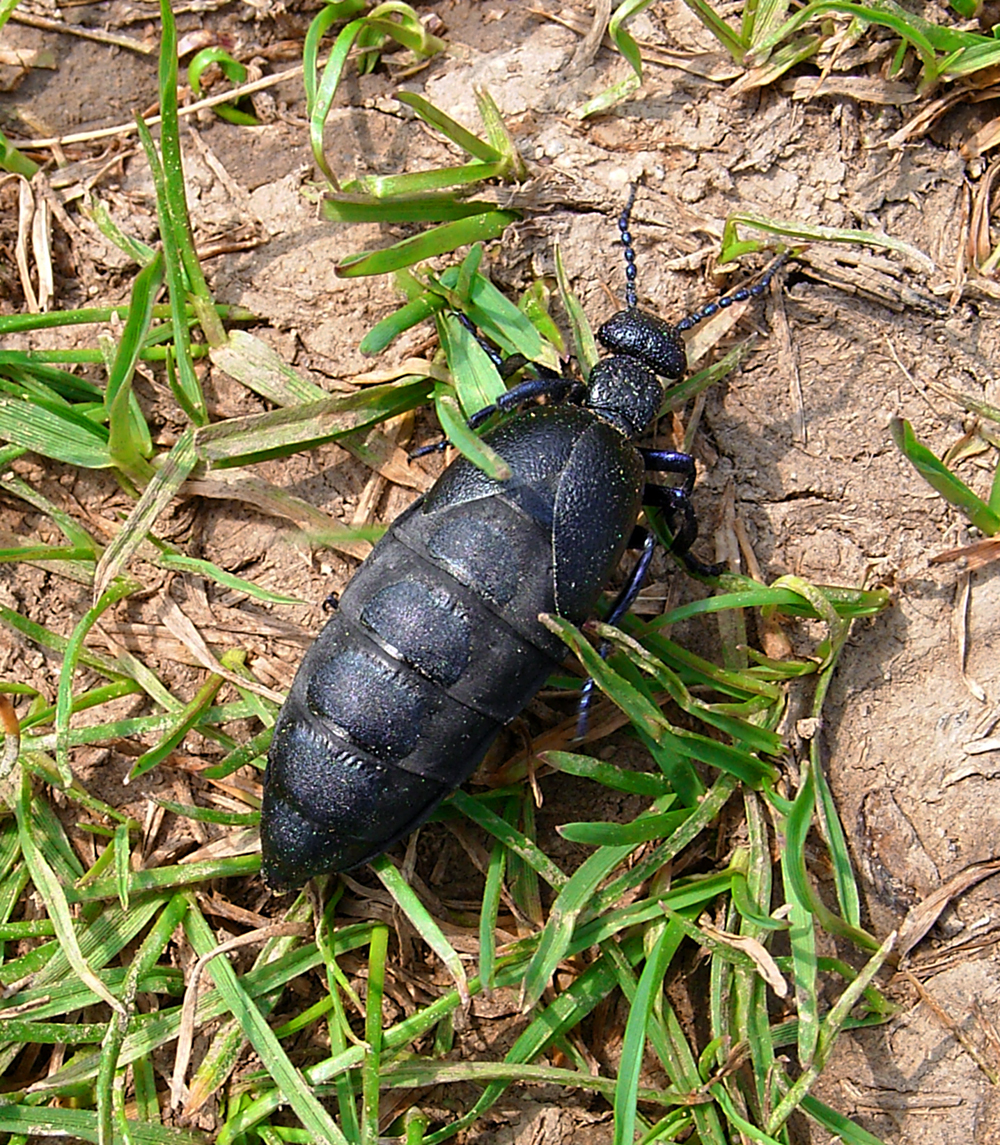
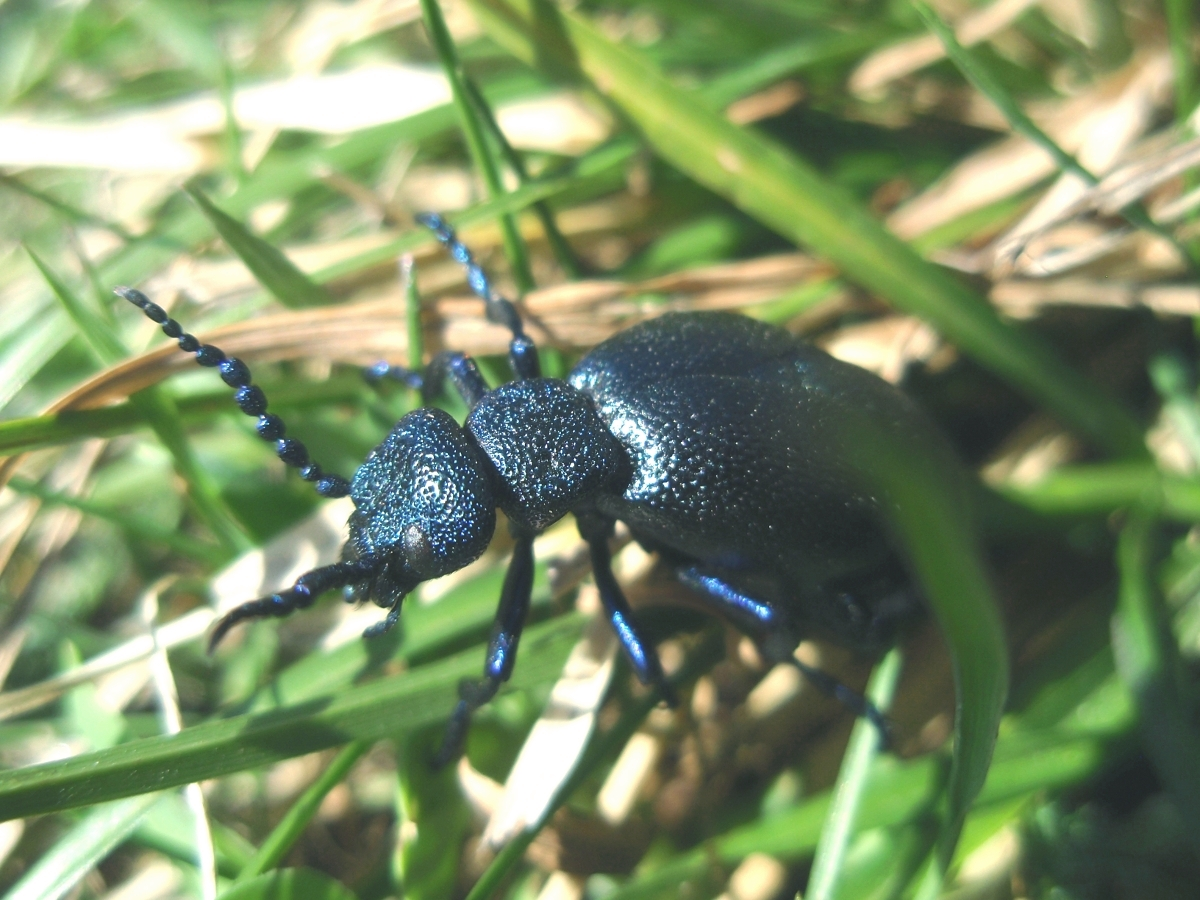
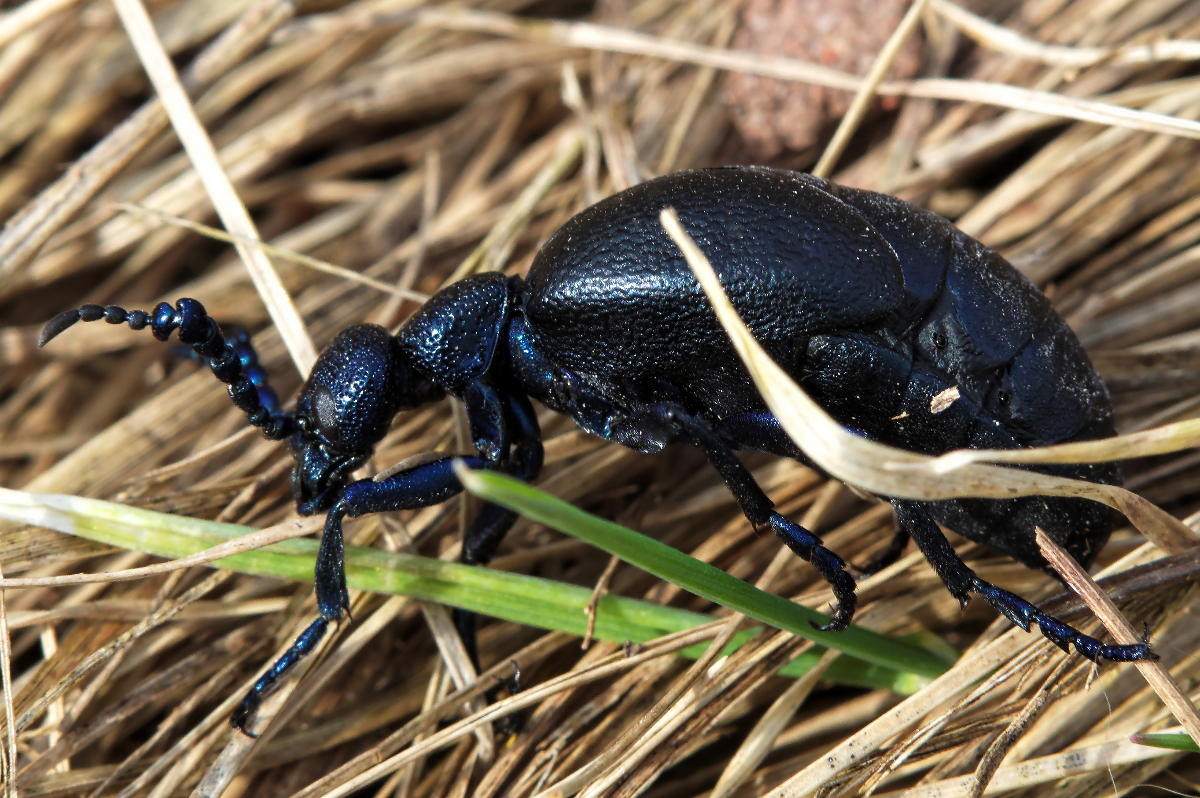